# Anaulacomera quadricercata
Anaulacomera quadricercata är en insektsart som beskrevs av Piza Jr. 1952. Anaulacomera quadricercata ingår i släktet Anaulacomera och familjen vårtbitare. Inga underarter finns listade i Catalogue of Life.